# Macrosoma
Genre
Macrosoma est un genre néotropical de lépidoptères (papillons), le seul genre de la famille des Hedylidae.  

## Liste des espèces
- Macrosoma albida
- Macrosoma albifascia
- Macrosoma albimacula
- Macrosoma albipannosa
- Macrosoma albistria
- Macrosoma amaculata
- Macrosoma bahiata
- Macrosoma cascaria
- Macrosoma conifera
- Macrosoma coscoja
- Macrosoma costilunata
- Macrosoma hedylaria
- Macrosoma heliconiaria
- Macrosoma hyacinthina
- Macrosoma intermedia
- Macrosoma klagesi
- Macrosoma lamellifera
- Macrosoma leptosiata
- Macrosoma leucophasiata
- Macrosoma leucoplethes
- Macrosoma lucivittata
- Macrosoma minutipuncta
- Macrosoma muscerdata
- Macrosoma napiaria
- Macrosoma nigrimacula
- Macrosoma paularia
- Macrosoma pectinogyna
- Macrosoma rubedinaria
- Macrosoma satellitiata
- Macrosoma semiermis
- Macrosoma stabilinota
- Macrosoma subornata
- Macrosoma tipulata
- Macrosoma uniformis
- Macrosoma ustrinaria